# Cryptopalpus transiens
Cryptopalpus transiens är en tvåvingeart som först beskrevs av Walker 1849.  Cryptopalpus transiens ingår i släktet Cryptopalpus och familjen parasitflugor.
Artens utbredningsområde är Ecuador. Inga underarter finns listade i Catalogue of Life.